# لی مونتگومری
لی مونتگومری (انگلیسی: Lee Montgomery؛ زادهٔ ۳ نوامبر ۱۹۶۱) یک هنرپیشه اهل کانادا است.